# 29. ročník People's Choice Awards
28. ročník People's Choice Awards se konal 12. ledna 2003 ve Shrine Auditorium v Los Angeles. Moderátorem večera byl Tony Danza. Ceremoniál vysílala stanice CBS.

## Nominace a vítězové
Tučně jsou označeni vítězové.

### Film
| Nejoblíbenější film                                                                       | Nejlepší filmové drama                                     |
| ----------------------------------------------------------------------------------------- | ---------------------------------------------------------- |
| Pán prstenů: Společenstvo Prstenu (remíza) Spider-Man (remíza) - Moje tlustá řecká svatba | Pán prstenů: Společenstvo Prstenu - Červený drak - Znamení |
| Nejoblíbenější filmová komedie                                                            | Nejoblíbenější filmový herec                               |
| Moje tlustá řecká svatba - Holičství - Mr. Deeds – Náhodný milionář                       | Mel Gibson - Tom Hanks - Denzel Washington                 |
| Nejoblíbenější filmová herečka                                                            |                                                            |
| Julia Roberts - Halle Berryová - Sandra Bullock - Nicole Kidman                           |                                                            |

### Televize
| Nejoblíbenější televizní komedie                                                            | Nejoblíbenější televizní drama                                                                        |
| ------------------------------------------------------------------------------------------- | --- |
| Přátelé - Raymonda má každý rád - Will a Grace                                              | Kriminálka Las Vegas - Pohotovost - Zákon a pořádek                                                   |
| Nejoblíbenější nový televizní seriál: drama                                                 | Nejoblíbenější nový televizní seriál: komedie                                                         |
| Kriminálka Miami - Everwood - Nemocnice Presidio                                            | 8 Simple Rules For Dating My Teenage Daughter - The Bernie Mac Show - Cedric The Entertainer Presents |
| Nejoblíbenější televizní herec                                                              | Nejoblíbenější televizní herečka                                                                      |
| Matt LeBlanc, Přátelé - Bernie Mac, The Bernie Mac Show - Ray Romano, Raymonda má každý rád | Jennifer Aniston, Přátelé - Patricia Heaton, Raymonda má každý rád - Debra Messing, Will a Grace      |
| Nejoblíbenější reality-show (soutěž)                                                        | Nejoblíbenější telenovela                                                                             |
| Kdo přežije: Thajsko - Faktor strachu - The Real World: Las Vegas                           | Tak jde čas - All My Children - Mladí a neklidní                                                      |

### Hudba
| Nejoblíbenější zpěvačka                        | Nejoblíbenější zpěvák         |
| ---------------------------------------------- | ----------------------------- |
| Faith Hill - Celine Dion - Jennifer Lopez      | Eminem - Alan Jackson - Nelly |
| Nejoblíbenější skupina                         |                               |
| Creed (remíza) Dixie Chicks (remíza) - 'N Sync |                               |